# Trupán
Trupán es una localidad chilena ubicada en la comuna de Tucapel, provincia del Biobío, 11 kilómetros de Polcura y 12 kilómetros de Huépil.
Trupán es conocido por la laguna Trupán, con vista al volcán Antuco.
A contar del año 2005 se empezó un proceso de urbanización que incluye mejora de los caminos que enlazan este pueblo con sus colindantes y una cancha de deportes.
En este pueblo se encontraba una estación ferroviaria del Ramal Monte Águila - Polcura, hoy en desuso.
Trupán es el hogar de una gran variedad de flora y fauna tales como el copihue, el maqui, tagua, cisnes de cuello negro, patos silvestres etc. Además de contar con una gran reserva forestal y grandes plantaciones de pinos aprovechados en la industria forestal.
La festividad anual del pueblo es la Semana Trupanina, en la que se realizan actividades acuáticas, recreativas y artísticas.